# 陈军凯
陈军凯（英語：Kif Valentine，1989年2月14日—），出生于马来西亚吉隆坡，是马来西亚口琴音乐家，于2005年中国国际口琴节中获得双料冠军，為马来西亚首位于同一年度成为最年轻夺得国际口琴賽双冠的口琴家。2013年赴台湾夺下国际大赛口琴三料冠軍，成为第一位最年轻夺得国际口琴賽三冠王的口琴家，是目前马来西亚记录的保持者。他精于十孔民谣口琴、半音阶口琴、复音口琴与低音口琴，也会其他乐器钢琴、薩克斯風、敲击、笛子和唢呐。于2012年受邀请担任著名爵士薩克斯風大師凯丽·金（Kenny G）的马来西亚演奏會上的开场嘉宾。

## 简介

### 早期经历
Kif 陈军凯来自音乐世家，从6岁就开始学钢琴，在中学时期也加入过学校的铜乐队与华乐团，会吹薩克斯風、敲击、笛子和唢呐。2004年15岁开始学习口琴，在短短一个月的学习就报名参加马来西亚中国口琴大赛，荣获十孔民谣口琴独奏殿军。从此，正式加入加影育华中学口琴队。2005年，他在中国杭州国际口琴节中获得双料冠军，為马来西亚首位于同一年度成为最年轻夺得国际口琴賽双冠的口琴家。2013年赴台湾夺下国际大赛口琴三料冠軍，成为第一位最年轻夺得国际口琴賽三冠王的口琴家。

### 事业发展
Kif 陈军凯以西方著名的演奏家爵士薩克斯風大師凯丽·金（Kenny G）和小提琴手的陈美（Vanessa Mae）为学习榜样，演奏方式走向普遍大众能接受的流行曲风。他被公认为马来西亚的口琴革命者，站在口琴表演革命的最前端，他总是能让观众沉浸在他标志性的VAS体验中，视觉、听觉和感官。他在舞台上不仅仅是一个音乐家，他利用精心编排的歌曲剧目使舞台充满活力，把观众带入一个全新的神奇世界，舞蹈和音乐巧妙地交织成一体，唤起观众们的戏剧性体验。
擅长曲風橫跨爵士、古典、流行等，他的戏剧性口琴表演为他赢得了国际认可，曾与马来西亚著名歌手茜拉（Shila Amzah）、香港资深女歌手肥妈（Maria Cordero）、香港艺人马浚伟等人共同演出。2012年，他被委重任，担任了著名爵士薩克斯風大師凯丽·金（Kenny G）的马来西亚演奏會上的开场嘉宾。同年，於吉隆坡Mega Star Arena音樂廳举办个人首演。
2013年，他也获得了马来西亚Prestige Top 40 under 40奖项，也是马来西亚十大杰出青年30强候选人之一。
2014年，签约Menica娱乐公司成为旗下艺人，推出个人首张口琴EP 《Circle》。除了是世界级口琴独奏家的Kif陈军凯，他也涉及了不同的领域，迈向全方位发展，如音乐创作人、艺人、品牌代言人、平面模特儿多重身份。

## 得奖记录

### 音樂類
| 年份 | 授獎名稱               | 獎項               | 結果 |
| 2004 | 馬來西亞中国口琴大赛   | 十孔民谣口琴独奏   | 殿军 |
| 2005 | 中国杭州国际口琴邀请赛 | 口琴三重奏少年组   | 冠军 |
| 2005 | 中国杭州国际口琴邀请赛 | 口琴三重奏公开组   | 冠军 |
| 2006 | 台湾亚太口琴大赛       | 十孔全音阶口琴独奏 | 冠军 |
| 2006 | 台湾亚太口琴大赛       | 口琴三重奏         | 冠军 |
| 2006 | 台湾亚太口琴大赛       | 四至六人口琴重奏   | 冠军 |

### 其他類
| 年份 | 授獎名稱                                   | 獎項                       | 結果     |
| 2005 | 马来西亚记录大全 Malaysia Book of Records  | 最年轻国际口琴冠军（15岁） | 保持者   |
| 2005 | 马来西亚首相夫人特别颁发表扬证书           |                            | 证书表扬 |
| 2013 | 马来西亚十大杰出青年（TOYM）               | 30强                       | 提名     |
| 2013 | 马来西亚 Prestige Top 40 Under 40          |                            | 獲獎     |
| 2015 | 世界杰出名人榜 (WEA)                       | 飞跃成就奖                 | 獲獎     |
| 2016 | 马来西亚 Most Impactful Award (MMIA)       |                            | 獲獎     |
| 2016 | AWG 马来西亚最具代表性人物                 |                            | 獲獎     |
| 2019 | 全球杰文化艺术传承贡献奖 (GECAD)           | 至尊杰出文化艺术影响者     | 獲獎     |
| 2019 | 星洲日报及海鸥基金特别颁发《爱华教》10周年 | 艺人贡献奖                 | 獲獎     |

## 音乐作品

### 专辑
| 發行日期 | 專輯名稱       | 專輯型態               |
| -------- | -------------- | ---------------------- |
| 2014年   | Circle         | 第一張個人EP專輯       |
| 2015年   | My‘S’Valentine | 第二張個人EP婚礼專輯   |
| 2016年   | 琴歌炫舞       | 第三張個人口琴表演合集 |

### 演奏会
- 2014年 - 个人音乐会《Circle》，Mega Star Arena，主办单位：Menica 魅星娱乐

### 歌手/影视 Crossover
- 2012 - 汤小康 / 群星：《Love Malaysia》、《Rasa Sayang》
- 2012 - 5音佈全：《五音不全》
- 2013 - 张智成：《出界》
- 2014 - 马浚伟：
- 2015 - 电视剧《我要放假》主题曲：《影子》
- 2015 - 阿水黄德伟 / 群星：《爱在传递》
- 2016 - 新年短片插曲：《家，你回了吗？》
- 2018 - Angeline 阿妮：《喜临大地幸福来》
- 2020 - 财神 2020 贺岁专辑：《新年的来到》
- 2021 – AMM 亚洲心动娱乐群星《马来西亚国庆日爱国组曲》

## 商业活动

### 口琴演奏嘉宾
- 2012年 - 国际萨克斯巨星 Kenny G “Heart & Soul” 马来西亚演奏会
- 2013年 - 斯里兰卡国家皇宫演奏口琴于斯里兰卡第一夫人
- 2016年 - 马中文化交流艺术盛典《时间的船》
- 2018年 - 《文化中国 四海同春》马中艺术交流大汇演
- 2018年 - CCTV 中央广播电视总台《秋晚》
- 2017年 - 跨年倒数演唱会
- 2017年 - 饥饿30倒数演唱会
- 2018年 - 中国越南（凭祥）边民大联欢文艺晚会
- 2019年 - 饥饿30倒数演唱会

## 外部連結
- Kif Valentine 陈军凯的Facebook專頁
- Kif Valentine 陈军凯的Instagram帳戶
- Kif Valentine 陈军凯微博 （页面存档备份，存于）
- Kif Valentine 陈军凯的youtube專頁 （页面存档备份，存于）